# Michael Marcussen
Michael Marcussen (auch Markussen) (* 9. Januar 1955 in Roskilde) ist ein ehemaliger dänischer Radrennfahrer.

## Sportliche Laufbahn
1972 wurde Michael Marcussen dänischer Jugendmeister im Mannschaftszeitfahren, im Jahr darauf dänischer Juniorenmeister in der Mannschaftsverfolgung auf der Bahn sowie Zweiter in der Einerverfolgung. Nachdem er 1980 bei den dänischen Meisterschaften mehrere Podiumsplätze belegt hatte, wurde er bei den UCI-Bahn-Weltmeisterschaften 1981 in Brünn Dritter im Punktefahren und im Jahr darauf, bei der Bahn-WM in Leicester, Vize-Weltmeister in dieser Disziplin. Insgesamt wurde er zudem im Laufe seiner Karriere sechsmal dänischer Meister der Amateure in verschiedenen Disziplinen des Bahnradsports.
1983 wurde Marcussen bei den UCI-Bahn-Weltmeisterschaften 1983 in Zürich Weltmeister im Punktefahren. 1984 wurde er Profi und belegte als solcher bei den Bahn-Weltmeisterschaften 1988 in Gent Platz drei im Punktefahren und wurde 1990 in Maebashi Vize-Weltmeister.
Auch auf der Straße konnte Michael Marcussen Erfolge erringen: So gewann er jeweils eine Etappe bei der Niedersachsen-Rundfahrt (1977), der Tour of Britain (1978) sowie der Irland-Rundfahrt (1979). 1981 wurde er nationaler Amateur-Meister im Einzelzeitfahren und 1983 Straßenmeister. Mit der Fyen Rundt gewann er 1983 eines der traditionsreichsten Radrennen in Dänemark.
Zweimal – 1980 und 1984 – startete Michael Marcussen bei Olympischen Sommerspielen. Seine beste Platzierung war ein fünfter Platz in der Mannschaftsverfolgung bei den Spielen 1984 in Los Angeles, gemeinsam mit Dan Frost, Jørgen Pedersen und Brian Holm. Er startete auch bei 36 Sechstagerennen; 1989 gewann er das von Perth im Gespann mit Kim Eriksen.
Nach den Spielen 1984 trat Marcussen zu den Berufsfahrern über. 1988 gewann er bei den Bahnweltmeisterschaften Bronze im Punktefahren, 1990 Silber. Anschließend beendete er seine Radsportlaufbahn.

## Ehrungen
1981 und 1983 wurde Marcussen in Dänemark zum „Radsportler des Jahres“ gewählt. Bei den Olympischen Sommerspielen 1984 in Los Angeles war er Fahnenträger der dänischen Mannschaft.

## Erfolge

### Bahn
1973
- Dänischer Junioren-Meister – Einerverfolgung

1981
- Amateur-Weltmeisterschaft – Punktefahren

1982
- Amateur-Weltmeisterschaft – Punktefahren

1983
- Amateur-Weltmeister – Punktefahren
- Dänischer Amateur-Meister – Mannschaftsverfolgung (mit Jørgen Vagn Pedersen, Dan Frost und Brian Holm)

1984
- Dänischer Amateur-Meister – Punktefahren, Scratch (50 km), Mannschaftsverfolgung (mit Jørgen Vagn Pedersen, Dan Frost und Brian Holm)

1985
- Dänischer Meister – Omnium

1988
- Weltmeisterschaft – Punktefahren
- Dänischer Meister – Omnium

1990
- Weltmeisterschaft – Punktefahren

### Straße
1972
- Dänischer Jugend-Meister – Mannschaftszeitfahren (mit Kim Gunnar Svendsen, Per Thomsen und Anders Ole Jensen)

1977
- eine Etappe Niedersachsen-Rundfahrt

1978
- eine Etappe Tour of Britain

1979
- Sprintwertung Tour of Britain
- eine Etappe Irland-Rundfahrt

1981
- Dänischer Meister – Einzelzeitfahren

1983
- Dänischer Amateur-Meister – Straßenrennen